# Summarisk (jura)
 Denne artikel bør gennemlæses af en person med fagkendskab for at sikre den faglige korrekthed.

Summarisk, indenfor jura, danner mange sammensætninger som et adjektiv, der betyder "kort, kortfattet":
- Summarisk reduktion, begrænsning af gener uden retssag, selv uden varsel eller høring, ofte ved ødelæggelse af den krænkende ting eller struktur. 39 Am J1st Nuis § 183 ff.
- Summarisk foragtsprocedure, en sag for at dømme foragt i rettens øjeblikkelige tilstedeværelse uden indlæg, erklæring eller formelle anklager – omend den anklagede kan have ret til en høring eller i det mindste mulighed for at afgive en forklaring på sin adfærd under ed. 17 Am J2d Contpt §§ 86–88.
- Summarisk domfældelse, dømme en anklaget uden at give ham fordelen af en nævningeting og/eller tiltale.
- Summarisk krigsret, den laveste i rangen af krigsdomstole, udført foran én officer, begrænset i jurisdiktion til lovovertrædelser af mindre eller smålig karakter, for hvilke hvervede mænd, ikke officerer, er anklaget.
- Summarisk afskedigelse, en afskedigelse af en tjenestemandsansat uden at give ham mulighed for at forsvare sig eller en høring af nogen art. Anno: 131 ALR 396.
- Summarisk fortabelse, et fortabelse til ejendomsstaten uden at give ejeren mulighed for at blive hørt. Årgang: 17 ALR 574.
- Summarisk henrettelse, en henrettelse, hvor en person anklages for en forbrydelse og derefter øjeblikkeligt dræbes uden fordel for en fuldstændig og retfærdig rettergang.
- Summarisk dom
  1. En dom i en summarisk sag, som en dom afsagt i medfør af lov mod kautionister på en i et søgsmål stillet kaution. 50 Am J1st Suret § 209. En dom i visse handlinger specificeret i statutten, der giver afhjælpning, afsagt efter sagsøgers begæring, sædvanligvis med støttende erklæringer, efter sagsøgtes undladelse af at bestride begæringen ved at indgive en erklæring om forsvar eller hans undladelse af at indgive en erklæring om forsvaret eller en kendsgerning til at bevise, at sagsøgte er tilstrækkelige. 41 Am J1st Pl § 340.
  2. Et forslag om kortfattet dom er ikke en retssag; Tværtimod forudsætter den, at en undersøgelse af de faktiske omstændigheder vil afsløre, at de spørgsmål, der er fremlagt i indlæggene, ikke behøver at blive prøvet, fordi de er så åbenlyst uvæsentlige, at de slet ikke er reelle spørgsmål. Følgelig, så snart det viser sig ved et sådant forslag, at der virkelig er noget at "prøve", må dommeren straks benægte det og lade sagen gå sin gang på sædvanlig måde. Cohen v Eleven West 42nd Street (CA2 NY) 115 F2d 531.
- Summarisk jurisdiktion, en jurisdiktion udøvet ved summarisk procedure, som i en skifteret. 9 Am J2d Bankr § 68.
- Summarisk jury-retssag, en alternativ tvistbilæggelse-teknik, der i stigende grad bliver brugt i civile tvister i USA
- Summarisk lovovertrædelse, en forbrydelse i nogle common law-jurisdiktioner, der kan retsforfølges summarisk uden ret til en nævningeting og/eller tiltale. Typisk mindre eller små forseelser.
- Summarisk kendelse, en afgørelse uden en udtalelse, der forklarer afgørelsen.
- Summarisk besiddelsessag (sammendrag), en sag, sammenfattende af karakter, som en udlejer kan ty til med henblik på inddrivelse eller besiddelse af lejede lokaler, når han bliver berettiget til besiddelse. 32 Am J1st L & T § 1016.
- Summarisk forløb.
  1. En procedure, hvorved en tvist afgøres, sag afgøres eller retssag gennemføres på en hurtig, enkel måde uden hjælp fra en jury og uden overholdelse af de krav, der gør sig gældende i en plenumssag med henvisning til påbegyndelse af søgsmål, forkyndelse af papirer osv. Western & A. R. Co. Domstol efter begæring og svar på en dag fastsat til høring efter meddelelse eller kendelse for at påvise grund mod den foreslåede lempelse. 9 Am J2d Bankr § 69. En sag for et administrativt organ, der kræver meddelelse og høring, men som ikke kræver fuld overholdelse af reglerne for retssager i civile søgsmål. Emerson v Hughes, 117 Vt 270, 90 A2d 910, 34 ALR2d 539.
  2. Summariske retssager gennemføres ikke uden behørig undersøgelse af kendsgerningerne eller uden varsel eller mulighed for at blive hørt af den person, der påstås at have begået handlingerne, eller hvis ejendom søges påvirket. Begrebet summarisk sag anvendes også på sager, der føres lovligt, men uden at ty til domstolene, såsom fysisk afhjælpning af gener eller gentagelse af varer. Western & Atlantic Railroad Co. mod Atlanta, 113 Ga 537, 38 SE 996.
- Summarisk retssag, en retssag mod en person på en kriminel sigtelse, uden en jury. En retssag i en summarisk procedure.